# 増毛港
増毛港（ましけこう）は、北海道増毛郡増毛町にある港湾。港湾管理者は増毛町。港湾法上の「地方港湾」に指定されている。

## 概要
増毛港は留萌振興局南部に位置しており、留萌地域の生活や産業を支える役割を担っている。増毛町で採掘される石材の積出し拠点として利用しているほか、漁業基地として水産加工業と連携した漁業を行っている。

## 港湾施設
主な港湾施設は次の通り。
外かく施設
- 北防波堤
- 中防波堤
- 東防波堤
- 防波堤（波よけ）
- 第1船溜防波堤
- 新中歌波除堤

けい留施設
- 中央ふ頭
- 船溜
- ノールマリーナましけ
- 新中歌船揚場

## 沿革

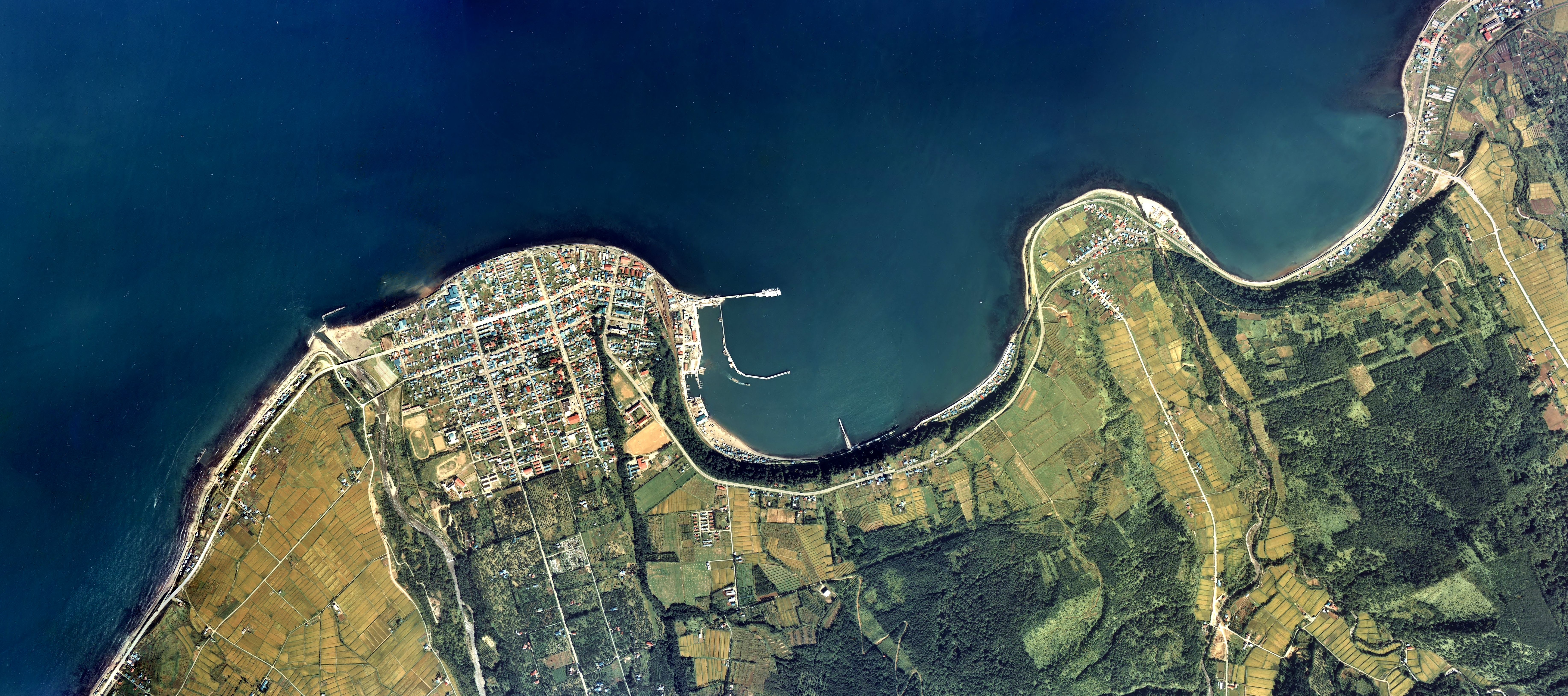
増毛町中心部の空中写真（1977年（昭和52年）撮影の5枚を合成作成）。。

1706年（宝永3年）に松前藩の藩士・下国家が「マシケ領」を知行し、1751年（宝暦元年）に松前の商人・村山伝兵衛がマシケ場所を請負い、出張番屋を設けて交易を始めたことによって和人が定着し始めた。幕末期にはロシアに対する西蝦夷地警衛に当たるため、津軽藩の越冬元陣屋や秋田藩の元陣屋が置かれて北方警衛の要衝となった。明治になると「渡航者上陸港」に指定され、北海道への移住者の玄関口になったほか、小樽や焼尻、利尻、礼文、宗谷までの航路や稚内、網走までの航路があった。1900年（明治33年）からは増毛港建設に向けて国への嘆願と町民挙げての運動が進められ、1907年（明治40年）には「増毛築港鉄道期成同盟」が発足して町独自の補足事業計画を策定した。国に対する築港の嘆願は留萌町（現在の留萌市）との競願であり、争奪戦の末、1909年（明治42年）の「第26帝国議会」において留萌での築港が決定した。その後、突風と激浪のために発生した枠船の破砕沈没事故によって多くの死傷者を出したことなどから、増毛町では町費による漁港の建設を決意した。雄冬航路は、山本徳次郎が所有する汽船「海竜丸」を使用した山本汽船部として増毛—雄冬間の定期航路を開設したのが最初である。1933年（昭和8年）には花田直太郎が定期航路を開設し、1957年（昭和32年）に雄冬地区の住民が株主となる「雄冬海運」を設立し、1992年（平成4年）まで定期船を運航した。1989年（平成元年）には運輸省（当時）による「マリンタウンプロジェクト」のケーススタディ港に指定され、計画の一環として北海道内初となる国の直轄事業によるマリーナ「ノールマリーナましけ」が運用開始した。
年表
- 1926年（大正15年）：「第一期拓殖計画」の一環として、町費により着工[2]。
- 1953年（昭和28年）：「地方港湾」に指定され、増毛町が港湾管理者となる[2]。公有水面埋立法による「乙号港湾」指定[2]。港則法による「適用港湾」指定[2]。
- 1978年（昭和53年）：旧中歌海水浴場埋立工事開始[4]。
- 1987年（昭和62年）：『日本海オロロンライントライアスロン国際大会』（スイム会場）初開催（2006年終了）[10]。
- 1992年（平成04年）：増毛—雄冬間定期航路廃止[8]。
- 1994年（平成06年）：「ノールマリーナましけ」オープン。防風雪施設完成[2]。

## 参考資料
- “H27増毛港事業説明資料” (PDF).  北海道開発局留萌開発建設部. 2017年12月4日閲覧。
- “増毛の歴史を振り返る” (PDF).  増毛町 (2011年). 2017年12月5日閲覧。